# Антоні Паламедес
Антоні Паламедес (нід. Anthonie Palamedesz; 1601, Делфт — 7 листопада 1673, Амстердам) — нідерландський художник часів Золотої доби голландського живопису, майстер портретів, побутових картин, натюрморту. Представник Делфтської школи.

## Життєпис
Походив з ремісничої родини. Син скульптора і виробника ваз. Народився у Делфті 1601 року. Вчився в майстерні художника-портретиста Міхеля ван Міревелта. Деякі джерела називають його наставником амстердамського художника Гендріка Пота, який працював в Делфті в 1620-х роках.
У 1621 році Антоні Паламедес був прийнятий до гільдії святого Луки. У 1623—1627 роках мешкав у м. Гарлем. Згодом протягом життя у 1635, 1658, 1663 і 1672 роках становився деканом цієї гільдії. 1630 року оженився на Анні Йоостен ван Гоорендейк. У цьому шлюбі мав 6 дітей.
Протягом 1620—1640-х років фінансовий стан художника був стабільним, про що свідчать значні кошти, отримані від продажу картин, а також покупка будинку вартістю 3400 гульденів.
1651 року помирає його дружина. Антоні Паламедес одружується вдруге — з Агатою Воедеварт (у цьому шлюбі мав 1 дитину), але в цьому не був щасливим. Сімейні негаразди супроводжувалися грошовими труднощами. Наприкінці 1668 року художнику довелося взяти в борг в Делфтському муніципалітеті на покриття своїх боргів. Не вирішивши усі свої фінансові й родинні складнощі, Паламедес 1673 році поїхав до Амстердаму, де незабаром помер.

## Творчість
Спочатку пробував себе в різних жанрах: писав портрети і натюрморти, але зрештою зупинився на жанровому живописі.
В портретному живописі наслідував Міхелю ван Міревельту. В жанровому живописі був послідовником Гарлемської школи. В цих роботах переважають тональні рішення, але з'являється і рідкісний для того часу кольоровий контраст, ще боязкий і обережний, втім який різко виділяється на тлі сучасників.
В тематиці картин постійно повторюються одні й ті самі сюжетні мотиви: веселі товариства в майже однакових інтер'єрах, музичні інструменти, однаковий типаж персонажів, костюми. Можливо, художник прагнув до задоволення попиту своїх замовників, неодноразово варіюючи ввійшли в моду сюжети.
Низку картин він написав як «під шаблон» з метою їх вигідного продажу. Відомо декілька творів Паламедеса на цю тему. У них зображені кавалери і дами в строкатих і яскравих сукнях і костюмах, що віддаються світським розвагам («Бенкет у саду», 1630 рік, «Компанія, що грає на музичних інструментах», «Весела компанія», усі 1632 рік). Інтер'єр, в якому вони знаходяться, практично позбавлений меблів. Паламедес прагне у всіх картинах максимально заповнити фігурами праву половину композиції, в той час як ліва частина залишається порожньою. Замкнутий простір і контрасти світла і тіні, роблять картини схожими на театральну сцену. Перебільшене веселощі і навмисні жести центральних персонажів ще більше підкреслюють театральність, іноді навіть гротескність дійства.